# هارولد فرينش
هارولد فرينش (بالإنجليزية: Harold French)‏ هو كاتب سيناريو ومخرج وممثل بريطاني، ولد في 23 أبريل 1897 بلندن في المملكة المتحدة، وتوفي بنفس المكان في 19 أكتوبر 1997.

## وصلات خارجية
- هارولد فرينش على موقع IMDb (الإنجليزية)
- هارولد فرينش على موقع ألو سيني (الفرنسية)
- هارولد فرينش على موقع ميوزك برينز (الإنجليزية)
- هارولد فرينش على موقع أول موفي (الإنجليزية)
- هارولد فرينش على موقع قاعدة بيانات برودواي على الإنترنت (الإنجليزية)
- هارولد فرينش على موقع قاعدة بيانات الأفلام السويدية (السويدية)
- هارولد فرينش على موقع قاعدة بيانات الفيلم (الإنجليزية)
- هارولد فرينش على موقع كينوبويسك (الروسية)